# Борисоглебский лесной массив
Борисоглебский лесной массив — лесной массив в Воронежской области России.
Борисоглебский лесной массив, представляет собой остатки некогда громадных первобытных лесов, уцелевших в ходе освоения данных земель человеком, чему способствовал сильно рассечённый оврагами и балками рельеф. Массив со времён Петра I служил местом широкомасштабной заготовки крупномерной древесины дуба, для флота и строительства. Он протянулся по восточной окраине Воронежской области с юга на север на примерно 110 километров, шириной до 15 км. По границе степи и лесостепи вдоль реки Ворона и Хопёр. От западной окраины города Борисоглебска до леса около 700—800 метров.
Южная часть массива находится в ведении Новохопёрского лесхоза, а юго-восточную часть его составляет Хопёрский государственный заповедник.
Теллермановская роща, начинается от северной границы Хопёрского заповедника и, простираясь на север, занимает его центральную часть и её площадь составляет почти 42 000 гектаров. Леса Теллермановской рощи составлены дубравами и дубово-ясеневыми лесами с высокой продуктивностью. Господствуют здесь осоково-снытевые дубравы. Под пологом дуба растёт ясень (нередко составляя дубу конкуренцию), клён, липа, лещина, бересклет бородавчатый. В нижнем ярусе преобладает сныть обыкновенная и осоки. Некоторые особенно мощные дубы и ясени достигают 300-летнего возраста и 35 метров высоты.
Площадь всего массива 60 тыс. га. Искусственные лесопосадки представлены в основном надпойменными сосняками.
Основная древесная порода — дуб черешчатый, по надпойменным террасам — сосна обыкновенная, имеется и клён, вяз, ясень, липа, осина, тополь чёрный и белый.
Традиционно используется в рекреационных целях. Выполняет защитные и водорегулирующие функции.